# Département du Golfe

Carte du département militaire du golfe en 1864

Le  département du golfe est un commandement de l'armée des États-Unis au dix-neuvième et au début du XXe siècle et de l'armée des États confédérés pendant la guerre de Sécession.

## Histoire

### Armée des États-Unis (guerre de Sécession)

#### Création

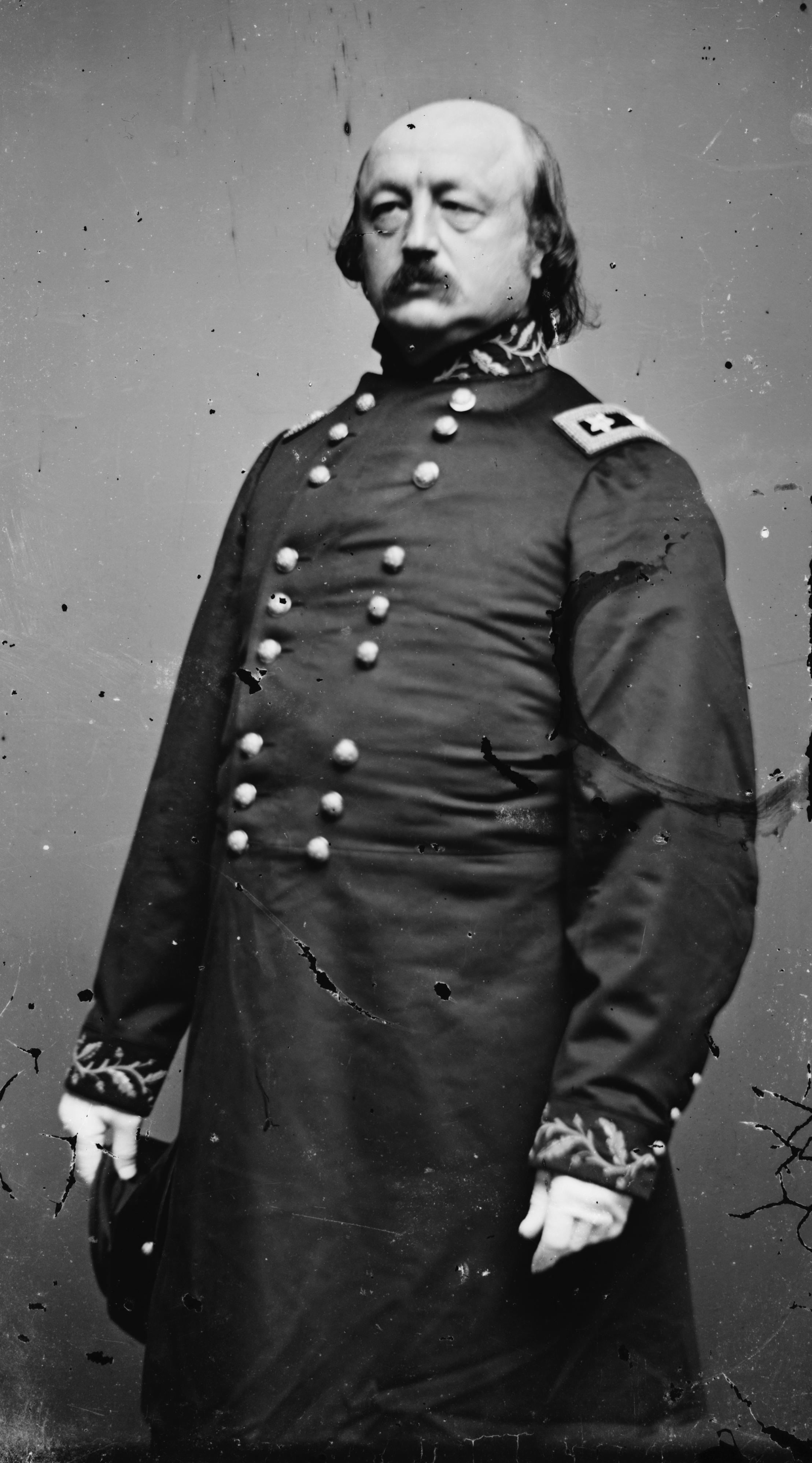
Le major-général Benjamin Franklin Butler

Le département est constitué le 23 février 1862, lorsque le département à la Guerre des États-Unis, émet des ordres généraux no 20 ; le département consiste en « ...l'ensemble de la côte du golfe du Mexique à l'ouest du port de Pensacola, et aussi des États du Golfe qui peuvent être occupés par les forces placées sous les ordres du major-général B. F. Butler ». Le 20 mars 1862, Butler active son commandement à Ship Island, au Mississippi par l'émission des ordres généraux no 1 (département du golfe) assumant son nouveau commandement.

#### Activités
L'escadron du blocus du golfe de l'ouest de la marine des États-Unis capture la Nouvelle-Orléans, en Louisiane le 29 avril 1862, Butler déplace ses quartiers-généraux à la Nouvelle-Orléans, le 1er mai. Le département, parfois appelé l'armée du Golfe, devient une force d'occupation de l'Union dans la région.

#### Les commandants
- Major général B. F. Butler, 20 mars 1862 – 17 décembre 1862[2]
- Major général N. P. Banks, 17 décembre 1862 – 23 septembre 1864
- Major général S. A. Hurlbut, 23 septembre 1864 – 22 avril 1865
- Major général N. P. Banks, 22 avril 1865 – 3 juin 1865
- Major général E. R. S. Canby, 3 juin 1865 –

### Armée des États confédérés

#### Organisation
Le département, souvent appelé le district du golfe, est créé le 2 juillet 1862, comme une partie du département No 2 ; sa région est définie comme la côte s'étendant de la rivière Pearl jusqu'à la rivière Apalachicola vers le nord jusqu'à la latitude 32° nord. Le 3 novembre 1863, la limite nord est étendue à la latitude de 33° nord. Le 25 juillet 1863, le département/district est transféré dans le département du Mississippi et de la Louisiane de l'est. Il resté dans ce département uniquement jusqu'au 28 janvier 1864, lorsqu'il est transféré dans le département de l'Alabama et du Mississippi de l'est. Après avoir été transféré, les limites du département/district sont redéfinies au début, à l'embouchure de la rivière Pearl, allant du nord jusqu'à la latitude 32° nord, à l'est de la frontière de l'État de Géorgie et au sud vers le golfe du Mexique. Le 8 mai 1864, la limite est à nouveau modifiée pour définir le bord oriental comme étant l'intersection de la latitude 32° nord avec une ligne courant jusqu'à la jonction de Coosa et Tallapoosa à l'endroit où la rivière Choctawhatchee entre en Floride, puis suit la Choctawhatchee jusqu'à son embouchure dans le golfe du Mexique. Le département/district se rend le 4 mai 1865.
- John H. Forney, 2 juillet 1862 – 8 décembre 1862
- William W. Mackall, 8 décembre 1862 – 14 décembre 1862
- Simon B. Buckner, 14 décembre 1862 – 27 avril 1863
- Franklin Gardner, 27 avril 1863 – mai 1863
- Dabney H. Maury, mai 1863 – 26 juillet 1864
- Franklin Gardner, 26 juillet 1864 – 15 août 1864
- Dabney H. Maury, 15 août 1864 - 22 novembre 1864
- Daniel Leadbetter, 22 novembre 1864 – 12 décembre 1864
- Dabney H. Maury, 12 décembre 1864 – 4 mai 1865 (reddition)

### Armée des États-Unis (période de la guerre hispano-américaine)

#### Création
Le département est constitué en l'ordre général 7, des quartiers généraux de l'armée, bureau de l'adjudant-généra, daté du 11 mars 1898. L'ordre précise que le département comprend les États de la Caroline du Sud, la Géorgie, la Floride, l'Alabama, le Mississippi, la Louisiane et le Texas. Tous les États nommés ont déjà été inclus dans le département de l'est à l'exception du Texas qui a été le seul État du département du Texas. Le département reprend le nom du département du sud le 12 mars 1898 et, revient à département du Golfe, le 18 mars 1898. Le  brigadier-général William M. Graham prend le commandement du département le 14 mars 1898. Le département est basé à Atlanta, en Géorgie.
Le 25 octobre 1899, le département est fusionné avec le département de l'est. Il est rétabli en décembre 1903.

#### Commandants

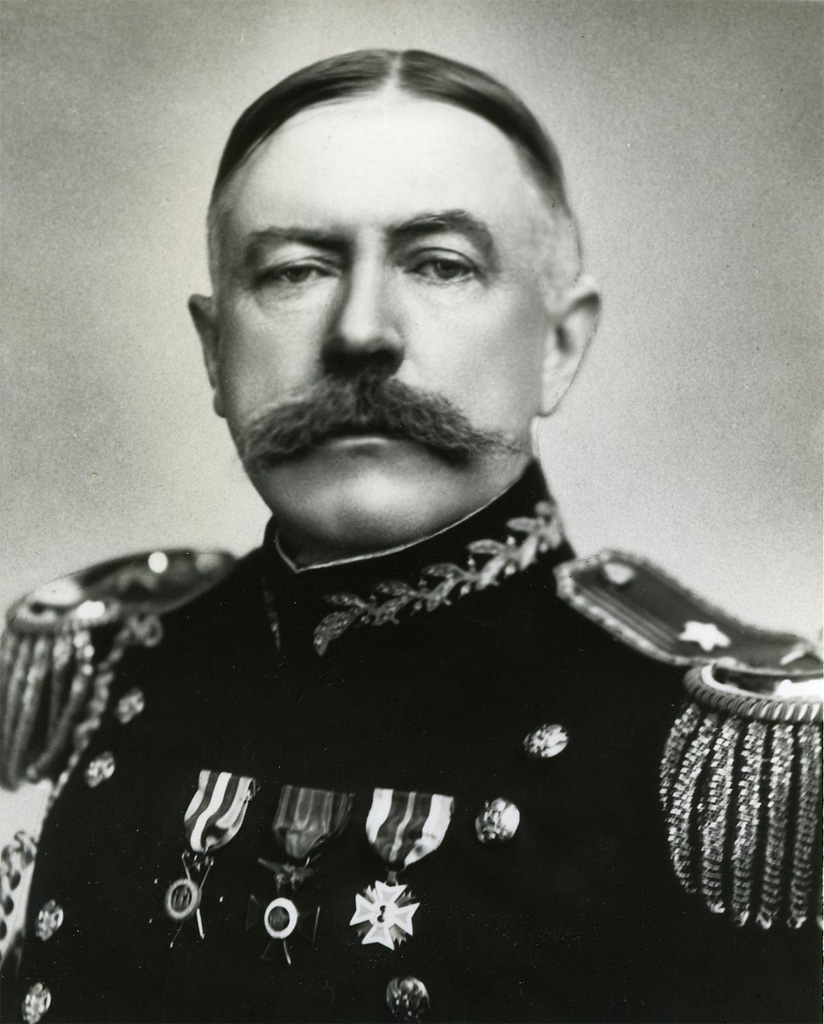
Le brigadier général Robert Kennon « Fighting Bob » Evans.

- Brigadier général William M. Graham, 14 mars 1898 – 18 mai 1898
- Major général John R. Brooke, 17 mai 1898 – 4 juillet 1898
- Brigadier général A. C. M. Pennington, 4 juillet 1898 – 22 mars 1899[6]
- Brigadier général Royal T. Frank, 22 mars 1899[7] - 18 octobre 1899 (date de sa retraite)[8]

...
- Brigadier général Thomas H. Barry (en), décembre 1903[9] – 15 mai 1905[10]
- Brigadier général James F. Wade, 15 mai 1905[11] - 6 avril 1906[12],[13]
- Brigadier général William Penn Duvall, 6 avril 1906 - 18 février 1907[14]
- Brigadier général Winfield Scott Edgerly, 3 mars 1907 – 31 juillet 1907
- Brigadier général R. D. Potts, 1er juillet 1908 – 23 décembre 1908[15]
- Colonel George A. Dodd, 12th Cavalry Regiment, 23 décembre 1908 – 16 janvier 1909
- Brigadier général R. D. Potts, 16 janvier 1909 – 24 avril 1909
- Colonel J. T. Van Orsdale, 17th Infantry Regiment, 24 avril 1909 – 28 mai 1909
- Brigadier général A. L. Mills, 28 mai 1909 – 3 juin 1909
- Colonel J. T. Van Orsdale, 17th Infantry Regiment, 3 juin 1909 – 27 juin 1909
- Brigadier général A. L. Mills, 27 juin 1909 - 15 janvier 1912[16]
- Brigadier général William W. Wotherspoon, 15 janvier 1912 - 17 août 1912
- Brigadier général Robert K. Evans, 17 août 1912[17] - mars 1914[18]